# Mavrodin
Mavrodin è un comune della Romania di 2 684 abitanti, ubicato nel distretto di Teleorman, nella regione storica della Muntenia.
Nel 2004 si sono staccati da Mavrodin i villaggi di Nenciulești e Păru Rotund, andati a formare il comune di Nenciulești.